# Königsburg Petrikau
Das Königsschloss Petrikau (polnisch Zamek Królewski w Piotrkowie Trybunalskim) ist eine Burganlage an der Altstadt von Piotrków Trybunalski in der polnischen Woiwodschaft Łódź.

## Geschichte
Die Burg Petrikau geht auf eine Anlage zurück, die bereits im 13. Jahrhundert hier stand. Mehrere wichtige Hoftage und Sejms wurden hier im Spätmittelalter abgehalten. In der Frühen Neuzeit entwickelte sich Piotrków Trybunalski zu einem der wichtigsten Tagungs- und Gerichtsorte in Polen-Litauen. Daher beschloss der polnische König Sigismund der Alte, die Anlage zu einem Königsschloss auszubauen, damit er einen standesgemäßen Wohnsitz bei wichtigen hiesigen Ereignissen hatten. Benedikt von Sandomir erbaute das Schloss von 1512 bis 1519 im Stil des Übergangs von der Spätgotik zur Frührenaissance. Später hatte auch der königliche Starost hier seinen Sitz. Das Schloss wurde während der Schwedischen Sintflut 1657 stark beschädigt. Es wurde in den Jahren von 1684 bis 1697 vom Starost Michał Warszycki restauriert. 1861 wurde ein Teil des altersschwachen Schlosses abgetragen. 1865 brannte ein Turm ab und wurde 1869 um mehrere Stockwerke verkleinert. Von 1919 bis 1922 wurde das Schloss restauriert. Seither befindet sich das örtliche Regionalmuseum hier. Von 1964 bis 1970 wurde das Schloss erneut restauriert. 